# Maximilian Willibald von Waldburg-Wolfegg

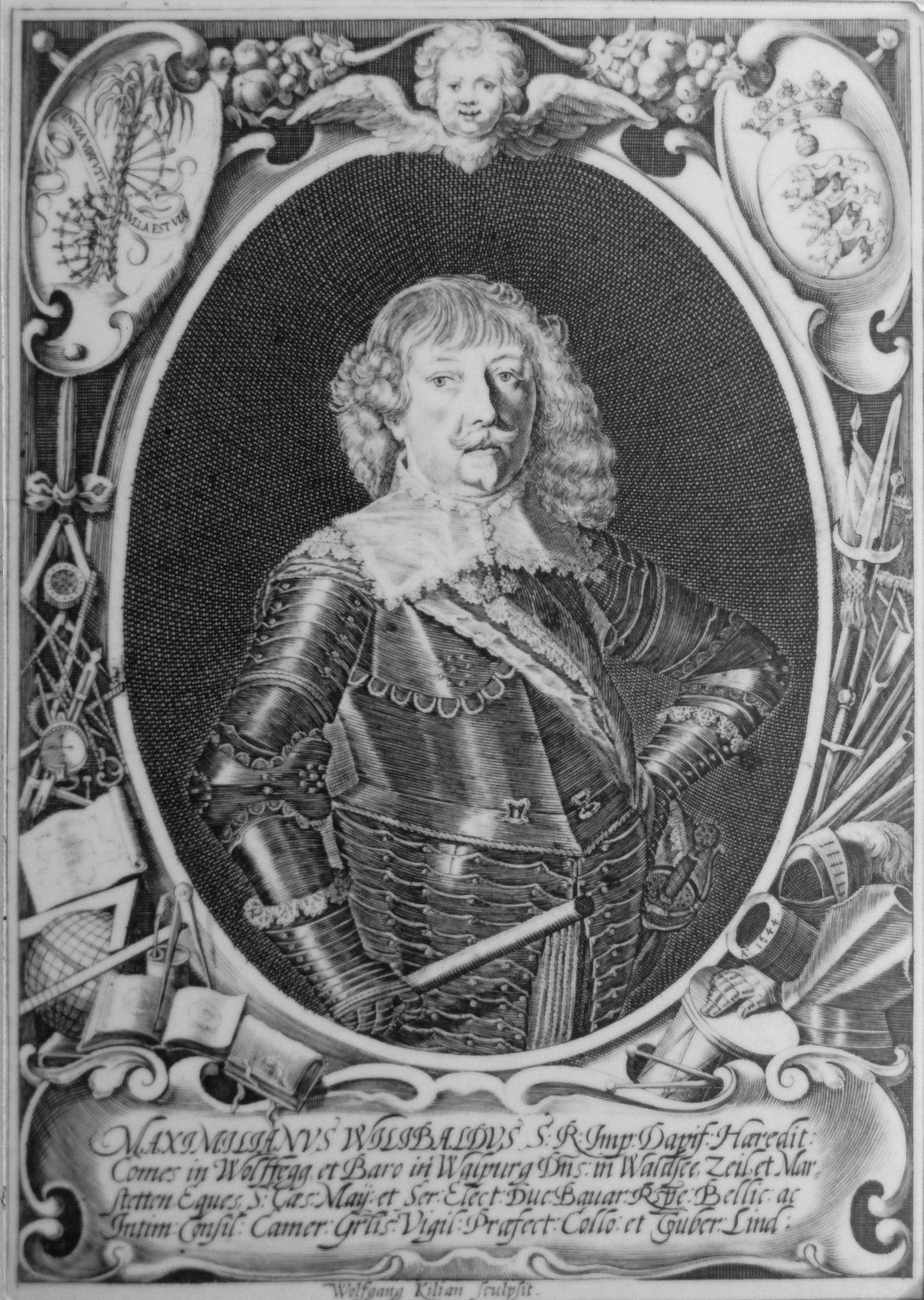
Maximilian Willibald von Waldburg-Wolfegg

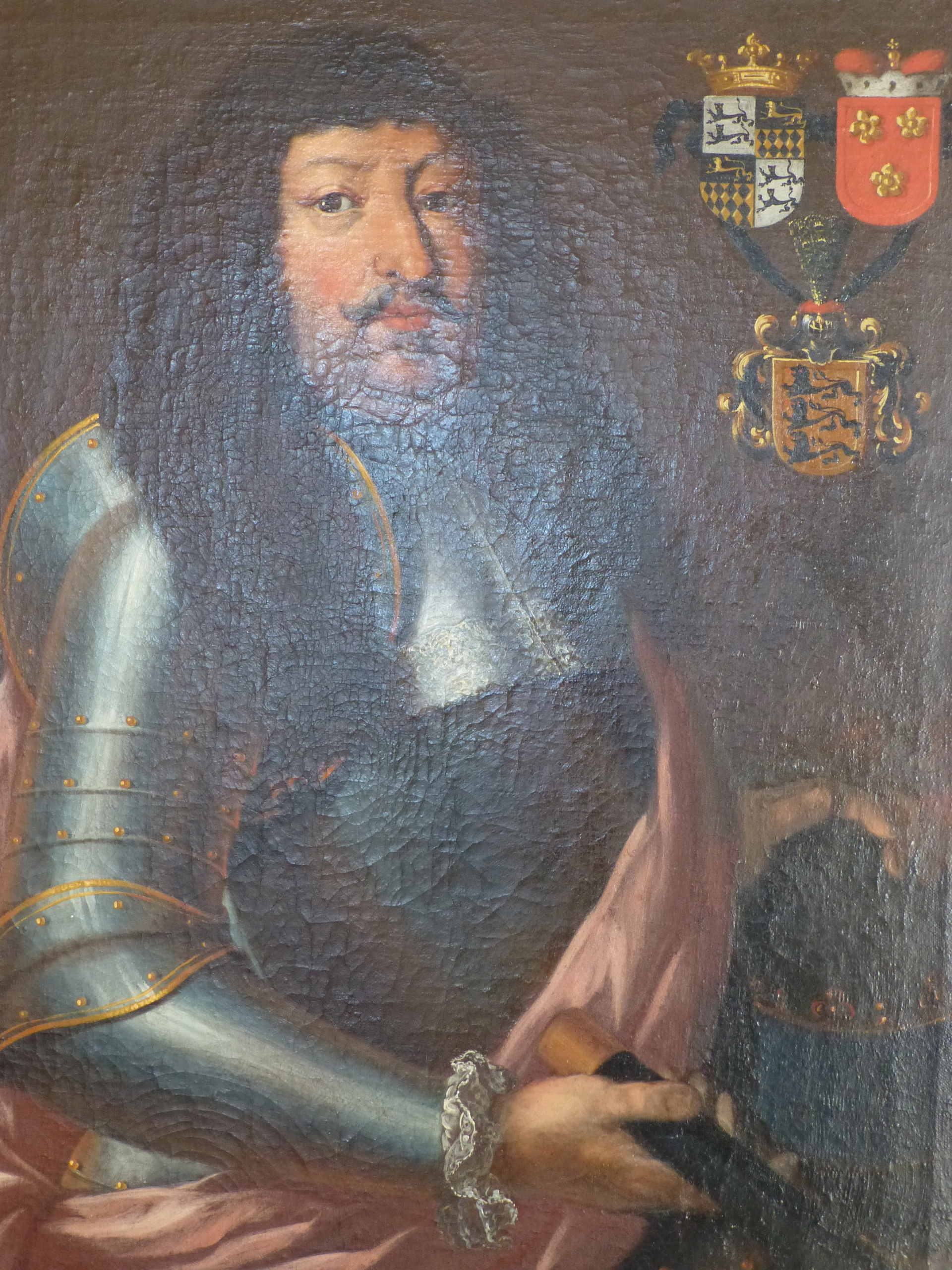
Maximilian Willibald von Waldburg-Wolfegg (Portraitgemälde auf Burg Waldburg)

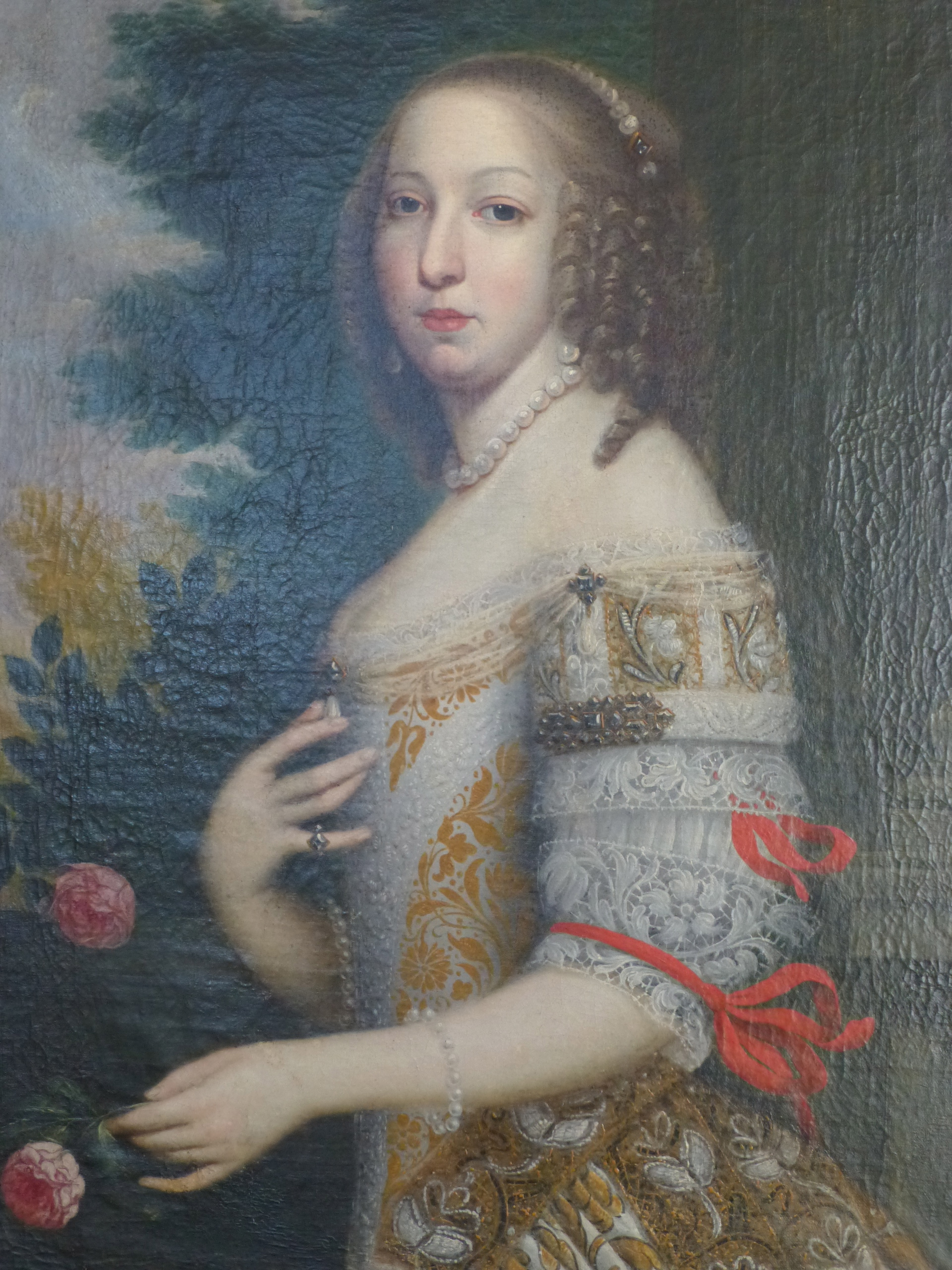
Clara Isabella von Arenberg (Portraitgemälde auf Burg Waldburg)

Der Truchsess Maximilian Willibald, Graf von Waldburg-Wolfegg (* 1604; † 1667), war ein Angehöriger des Adelshauses Waldburg-Wolfegg, kaiserlicher Feldmarschallleutnant und kurbayrischer Statthalter in der Oberpfalz. Heute ist er vor allem für seine Tätigkeit als Kunstsammler bekannt und gilt als Begründer der umfangreichen Kunstsammlungen des Hauses Waldburg-Wolfegg.

## Familie
Maximilian Willibald war ein Ururenkel des Georg I. von Waldburg-Zeil, dem Begründer der Georgischen Linie, die sich 1595 in die Linien Zeil  (heute noch bestehend als Waldburg zu Zeil und Trauchburg) und Wolfegg (heute als Waldburg-Wolfegg-Waldsee) teilte. Er war eines von sieben Kindern aus der Ehe von Erbtruchsess und Graf Heinrich von Waldburg zu Wolfegg (1568–1637) und Gräfin Maria Jakoba von Hohenzollern-Sigmaringen (1577–1650).
In erster Ehe heiratete er am 8. November 1637 Magdalene Juliane von Hohenlohe-Waldenburg (1619–1645); aus der Ehe gingen vier Kinder hervor. In zweiter Ehe heiratete er in Lindau am Bodensee am 26. Dezember 1648 Clara Isabella von Arenberg (1630–1670), eine Tochter von Philipp Karl Franz von Arenberg; aus der Ehe gingen zehn Kinder hervor.

## Leben
Maximilian Willibald studierte an der Universität Dillingen und der Universität Pont-à-Mousson. Er war für Erzherzog Leopold V. an dessen Hof in Innsbruck tätig und trat nach dem Tod des Erzherzogs 1632 in die katholisch-kaiserliche Armee ein. Er kämpfte vor allem im Dreißigjährigen Krieg in der Region um den Bodensee (siehe Seekrieg auf dem Bodensee 1632–1648) und war Gesandter im Auftrag von Ferdinand II. (HRR) bei den Kölner und Mainzer Kurfürsten.
Ruhm erntete er 1633 mit der Verteidigung der Stadt Konstanz zusammen mit dem ihm zur Unterstützung geschickten Franz von Mercy gegen schwedische Truppen unter Führung des Feldherrn Gustaf Horn. 1647 verteidigte er Lindau gegen die Truppen von General Wrangel, der beim Aufmarsch 1646 Schloss Wolfegg, den Stammsitz des Hauses Waldburg-Wolfegg, in Brand setzten ließ. Die kaiserliche Gnadengabe von 70.000 Gulden erhielt er nur in geringen Teilen (Seine Nachkommen klagten noch 1802 das Geld beim Reich ein). Maximilian Willibald zog nach Amberg, da ihm die finanziellen Mittel für einen unverzüglichen Wiederaufbau des Schloss Wolfegg fehlten. Zudem nahm er die Stelle als kurbayrischer Statthalter der Oberpfalz an.
Maximilian Willibald war ein gebildeter, vielseitig interessierter Schöngeist. Er sprach Deutsch, Italienisch, Französisch und Latein und war in zweiter Ehe mit der kunstsinnigen flämischen Herzogin Clara Isabella aus dem Haus Arenberg verheiratet. Zu ihrer Hochzeit 1648 wurde das Singspiel armamentarium comicum amoris et honoris von Bartholomäus Aich uraufgeführt, das als eine der ältesten opernartigen Kompositionen deutschen Ursprungs gilt. Die Chronik der Truchsessen von Waldburg  aus dem Jahre 1785 beschreibt ihn als „großen Liebhaber von den geheimen und natürlichen Wissenschaften als Medicin, Chymie und Alchymie“, der sich für „alle geistreichen Schriften, Gedichte und dergleichen in allen bekannten Sprachen“ interessiert.
Ab etwa 1650 bis zu seinem Tode begann Maximilian Willibald Kunstwerke zu sammeln, wobei er sich insbesondere für Druckgrafiken interessierte. Um 1654 erwarb er 34.000 Grafiken aus dem Nachlass der Familie Fugger. zum Zeitpunkt seines Todes 1667 umfasste seine Sammlung über 120.000 Blätter, darunter nationale Kulturgüter wie das Mittelalterliche Hausbuch und der Kleine Klebeband.
In seinem Testament verfügte Maximilian Willibald, dass seine Kunstsammlung als Einheit weitervererbt werden soll und nicht aufgespalten werden darf. Aus diesem Grund blieb sie über 300 Jahre praktisch unverändert. Ebenfalls in seinem Testament stiftete er den Bau der Loretokapelle bei Wolfegg.
Maximilian Willibald gilt als Gründer des Kupferstichkabinetts auf Burg Waldburg.